# FamilySpace
FamilySpace — генеалогический портал с элементами социальной сети. Сами создатели позиционируют FamilySpace как «семейную социальную сеть». Условно портал можно разделить на три составляющие: социальную сеть, библиотека, услуги.

## История
Сайт стал доступен пользователям в 2008 году и, на тот момент, предоставлял как обычные для генеалогических сайтов функции: построение генеалогического древа, семейный дневник и календарь, загрузку фото, так и некоторые новшества: на портале имелся раздел «Библиотека», где в удобном для пользователя формате были представлены справочники, адрес-календари конца XIX — начала XX века. Тогда в планы авторов проекта входило за год собрать 1,5 миллионов пользователей.

## Статистические данные
На начало 2013 года FamilySpace насчитывает более 1 миллиона пользователей и 5 миллионов профилей, что на голову превосходит количество любой из Российских социальных сетей аналогичной направленности.
К сведению, мировой лидер в области генеалогических порталов — MyHeritage (являющийся ещё и собственником портала Geni) имеет свыше 64 миллионов пользователей и 1 миллиарда профилей.

## Планы
Одним из перспективных планов портала является загрузка архивной информации о всех жителях всех регионов России/СССР прошлых столетий.

## Цели
«Создавая нашу социальную сеть, мы стремились не только дать возможность родственникам найти друг друга и обмениваться информацией, но и помочь им глубоко и профессионально изучать историю своей семьи, можно сказать, развить культуру генеалогии в России. Наш новый проект — это очередной важный шаг в этом направлении, — говорит Алексей Жарков, основатель и генеральный директор FAMILYSPACE.RU. — Я убеждён, что возрождение семейных ценностей, о которых так много сейчас говорится, невозможно без знания и понимания своих корней. Очень радует, что и российские архивы с воодушевлением воспринимают возможность приблизить простого россиянина к богатым знаниям из их хранилищ».

## Функциональность

### Социальная сеть
Функциональность FamilySpace включает в себя как привычные возможности социальной сети (переписка, добавление в друзья, статусы, группы, фото и т. д.), так и возможности генеалогического портала (ведение семейного древа с возможностью коллективного редактирования, импорт/экспорт файлов GEDCOM, подача объявлений о поиске родственника, семейный календарь и дневник, биография и многое другое).
Функциональность постоянно растёт и становится качественнее. Среди ближайших нововведений ожидается новый GEDCOM загрузчик, который даст возможность публиковать семейные древа больших размеров (300—500 персоналий и более).

### Библиотека
Этот раздел предоставляет в распоряжение пользователей различные городские справочники, книги переписи населения, списки должностных лиц по годам и уездам/губерниям, памятные книги, адрес-календари и многое другое. Интересной является функция поиска значения интересующего вас имени, а также названия улиц в различных городах СНГ, названных в честь носителя заданной фамилии. Есть возможность отображения зарегистрированных носителей фамилии на карте мира.
Для облегчения офлайн поиска предков здесь предоставлено значительное количество архивов РФ с адресами, номерами телефонов, сайтами и контактными данными начальников.
Библиотека сайта активно растёт, в том числе, благодаря усилиям добровольцев, которые предоставляют в общее пользование те старинные архивы, что у них имеются. Тем самым, именно на FamilySpace были впервые посредством Интернет представлены редкие документы.
Сотрудники, обработав имеющиеся данные и создав список фамилий, присутствующих на документе (и возможность поиска документов по заданной фамилии), вывели функциональность поиска по архивам на совершенно новый уровень.
На данный момент, наиболее древним из имеющихся документов является «Ведомости оценки недвижимых имуществ города Кострома» от 1817 года.

### Услуги
Здесь можно заказать как генеалогически полезные услуги, так и просто приятные вещи для семьи. К примеру, здесь доступны консультации по генеалогии (специалисты дадут рекомендации. где и как стоит искать своих предков), ДНК-исследования (FamilySpace — первый из Российских генеалогических порталов, предоставляющий такую услугу), доступ к 533 наиболее редким архивам, изготовление родословного древа/книги и т. д..

## Мнение Интернет-общества
Большинство Российских генеалогов-любителей высоко оценили портал и представленную на нём информацию и архивы. Тем не менее, в процессе развития массово возникали нарекания к нескольким вещам: загрузчик GEDCOM (древо из файла загружалось некорректно или не загружалось вовсе), функция массового удаления членов древа (при нажатии данной кнопки появлялось сообщение об ошибке БД), прикрепление фото к персоналии, неэстетичный вид древа (между близкими родственниками могла «всунуться» ветвь, в действительности имеющая довольно дальнюю степень родства). На данный момент все, кроме первого, недостатки исправлены разработчиками.
В 2013 году в отношении сайта появился ряд критики от пользователей, связанный с тем, что техническая поддержка портала перестала отвечать на вопросы. Эта тема активно обсуждается на официальных страничках Familyspace в различных социальных сетях и на форуме ВГД.

## Партнёры
Компания COMDI с марта 2012 года является партнёром социальной сети FamilySpace в области веб-семинаров и веб-трансляций, тем самым предоставляя соответствующие платные услуги в высоком качестве.
Компания Genotek занимается выполнением заказов по анализу ДНК.
Также, FamilySpace является партнёром Фонда Социально-Культурных Инициатив по организации праздника «День Семьи» в России, который с 2008 года отмечается 8 июля.

## Собственники
Собственниками генеалогического портала FamilySpace являются её основатели (во главе с Алексеем Жарковым) и Региональный венчурный фонд инвестиций в малые предприятия в научно-технической сфере Нижегородской области под управлением «ВТБ Капитал».